# Bobrówka (dopływ Olzy)
Bobrówka (też: Padoń) – potok, prawostronny dopływ Olzy o długości 12,66 km.
Potok ma swój początek na wysokości ok. 390 m n.p.m. na zachodnich stokach Chełmu w Godziszowie na Pogórzu Cieszyńskim. Płynie w powiecie cieszyńskim, w województwie śląskim, w tym ok. 8 pierwszych kilometrów na terenie gminy Goleszów. W Bażanowicach przyjmuje Grabówkę - lewostronny dopływ spod zachodnich podnóży Jasieniowej. Potem płynie przez dawne miejscowości obecnie w granicach Cieszyna: pomiędzy Gułdowami na północy a Mnisztwem na południu, gdzie przyjmuje z prawej strony Krośniankę z terenów Gumnien, a następnie Boguniówkę (Krasną) z terenu Zamarsk. Następnie mija Bobrek, odkąd płynie wzdłuż linii kolejowej nr 190, przyjmuje prawostronne dopływy Sarkandrowiec i Sarkander, na Frysztackim Przedmieściu od strony północnej opływa Wzgórze Zamkowe. Do Olzy wpada na wysokości 260 m n.p.m. na granicy Małej Łąki i Boguszowic.
Tok, z wyjątkiem dolnego biegu w granicach Cieszyna, w większości nieuregulowany, kręty, miejscami meandrujący. Poza krótkimi odcinkami w środkowym biegu (m.in. Las Strzelbin) płynie terenem odkrytym, wykorzystywanym rolniczo i gęsto zabudowanym.